# Freziera forerorum
Freziera forerorum är en tvåhjärtbladig växtart som beskrevs av Alwyn Howard Gentry. Freziera forerorum ingår i släktet Freziera och familjen Pentaphylacaceae. Inga underarter finns listade i Catalogue of Life.